# Diary of a Wimpy Kid: The Long Haul (filme)
Diary of a Wimpy Kid: The Long Haul (bra: Diário de um Banana: Caindo na Estrada; prt: Diário de um Banana: Uma Longa Viagem) é um filme americano baseado no livro Diary of a Wimpy Kid: The Long Haul, tendo como protagonista Gregory Heffley, interpretado por Jason Ian Duckrer e dirigido por David Bowers. Foi lançado pela 20th Century Fox nos Estados Unidos em 14 de maio de 2017, e no Brasil em 10 de agosto de 2017.

## Sinopse
Greg (Jason Drucker) convence sua família a embarcar numa viagem para ir ao aniversário de 90 anos de sua avó. Mas, na verdade, o que ele realmente quer é assistir a uma convenção de gamers. Sem surpresas, as coisas não vão de acordo com o planejado e as palhaçadas da família Heffley começam a acontecer.

## Elenco
- Jason Drucker como Greg Heffley
- Owen Asztalos como Rowley Jefferson

- Charlie Wright como Rodrick Heffley

- Alicia Silverstone como Susan Heffley

- Tom Everett Scott como Frank Heffley

## Dublagem
| Personagem      | Dublador          |
| --------------- | ----------------- |
| Greg Heffley    | Arthur Salerno    |
| Rodrick Heffley | Mattheus Calliano |
| Frank Heffley   | Manolo Rey        |

- Estúdio de dublagem: Delart Rio

## Recepção

### Crítica
O filme recebeu uma nota desfavorável por parte da crítica especializada, no site agregador Rotten Tomatoes, possui uma nota de 19%, e uma classificação "podre", se tornando este o filme menos bem-avaliado da franquia.

### Bilheteria
Embora críticas negativas à parte, segundo o Box Office Mojo, o filme conseguiu recuperar pouco mais que seu orçamento, tendo arrecadado cerca de 40 milhões de dólares em bilheterias contra 22 milhões de orçamento. o filme não foi exibido em alguns cinemas do Brasil, sendo lançado diretamente em DVD.